# Tim Hardaway
Timothy Duane "Tim" Hardaway (Chicago, 1 de setembro de 1966) é um americano ex-jogador de basquete profissional. 
Hardaway jogou pelo Golden State Warriors, Miami Heat, Dallas Mavericks, Denver Nuggets e Indiana Pacers. Ele foi chamado cinco vezes para o All-Star Game e ganhou a medalha de ouro nos Jogos Olímpicos de 2000.
Ele é o pai do jogador da NBA, Tim Hardaway Jr.

## Carreira universitária
Hardaway nasceu em Chicago, Illinois, e se formou na Carver Area High School.
Ele jogou basquete universitário pela Universidade do Texas em El Paso sob o comando do treinador Don Haskins, um futuro membro do Naismith Memorial Basketball Hall of Fame.
Hardaway foi nomeado MVP do Sun Bowl Invitational Tournament em 1987 e 1988. Ele jogou em equipes que foram para os Torneios da NCAA em 1988 e 1989. 
Hardaway desenvolveu seu movimento de drible que foi chamado de "Dois passos de UTEP".

## Carreira profissional

### Golden State Warriors
Hardaway foi selecionado pelo Golden State Warriors como a 14ª escolha geral do Draft da NBA de 1989. Em sua temporada de estreia, Hardaway usou a camisa de número 5, enquanto Manute Bol usava a 10. Depois que Bol deixou os Warriors, Hardaway adquiriu o número. 
Hardaway, Mitch Richmond e Chris Mullin formaram um trio conhecido como Run TMC (as iniciais dos primeiros nomes dos jogadores e uma referencia ao grupo de rap Run-DMC).
Golden State chegou aos playoffs durante a temporada de 1990-91, a segunda temporada de Hardaway e sua primeira temporada nos playoffs. Na primeira rodada, os Warriors derrotaram o San Antonio Spurs. Na segunda rodada, eles perderam para o Los Angeles Lakers em cinco jogos apesar das médias de 26,8 pontos, 12,8 assistências e 3,8 roubos de Hardaway na série.
Hardaway teve média de 23,4 pontos na temporada de 1991-92, quando os Warriors caíram na primeira rodada dos playoffs para o Seattle SuperSonics. Na temporada seguinte, Hardaway teve médias de 21,5 pontos e 10,6 assistências mas os Warriors não chegaram aos playoffs.
Como um Warriors, Hardaway foi três vezes para o All-Star Game. Uma lesão no joelho o manteve fora de toda a temporada de 1993-94. Ele alcançou 5.000 pontos e 2.500 assistências mais rápido do que qualquer outro jogador da NBA, exceto Oscar Robertson. Hardaway jogou pelos Warriors até meados da temporada de 1995-96, quando foi negociado com o Miami Heat junto com Chris Gatling em troca de Kevin Willis e Bimbo Coles.

### Miami Heat
Após a negociação no meio da temporada para Miami, Hardaway foi titular em 28 jogos e teve médias de 17,2 pontos e 10 assistências. Miami chegou aos playoffs mas foi varrido na primeira rodada pelo Chicago Bulls. A temporada seguinte foi um grande sucesso para Miami e para Hardaway, já que ele terminou em 4º lugar na votação para o Prêmio de MVP da NBA e foi selecionado para o All-NBA First Team, e Miami ganhou 61 jogos, um recorde da franquia.
Na temporada de 1996-97, Hardaway foi titular em 81 jogos e teve média de 20,3 pontos e 8,6 assistências. Ele jogou no All-Star Game da NBA de 1997, marcando 10 pontos em 14 minutos. Nos playoffs, Hardaway teve média de 26 pontos, enquanto o Heat derrotou o Orlando Magic na primeira rodada e o New York Knicks nas semifinais. Miami mais uma vez cairia para o Chicago Bulls nas Finais da Conferência Leste.
Na temporada de 1997-98, Hardaway teve médias de 18,9 pontos e 8,3 assistências e foi chamado para jogar no All-Star Game da NBA de 1998. O Heat venceu 55 jogos e venceu a Divisão Atlântica, mas perdeu para os Knicks em 5 jogos na primeira rodada dos playoffs. Na temporada encurtada de 1998-99, ele teve médias de 17,4 pontos e 7,3 assistências, e Miami venceu a Divisão Atlântica novamente, mas não conseguiu mais uma vez derrotar os Knicks na primeira rodada dos playoffs.
A produção de Hardaway caiu na temporada de 1999-2000, com Alonzo Mourning e Jamal Mashburn carregando a carga ofensiva da equipe. Ele teve médias de 13,4 pontos e 7,4 assistências. Depois de jogar apenas 52 jogos, Hardaway foi ainda mais limitado nos playoffs, já que Miami derrotou o Detroit Pistons, mas mais uma vez caiu para Nova York.
Naquele verão, Hardaway e Mourning ganharam uma medalha de ouro nos Jogos Olímpicos de 2000 em Sydney. Antes da temporada de 2000-01, Mourning seria diagnosticado com uma doença renal rara e ficaria de fora durante a maior parte da temporada. Hardaway aumentou sua produção ofensiva para 14,9 pontos e 6,3 assistências, enquanto Miami venceu 50 jogos mas foi varrido na primeira rodada pelo Charlotte Hornets.

### Dallas Mavericks
Após a temporada de 2000-01, e com seu declínio com a idade, Hardaway foi negociado com o Dallas Mavericks em 22 de agosto de 2001.
Em Dallas, Hardaway foi utilizado principalmente como reserva, sendo titular em apenas dois jogos, e tendo média de quase dez pontos. No meio da temporada, ele foi negociado com o Denver Nuggets em troca do armador Nick Van Exel.

### Denver Nuggets
Nos Nuggets, ele foi titular em todos os 14 jogos que jogou antes de se aposentar e se tornar um analista de basquete da ESPN.
Enquanto jogava pelos Nuggets, Hardaway foi suspenso por dois jogos e multado em US$ 10.000 pela liga quando jogou um monitor de televisão na quadra.

### Indiana Pacers
Em 27 de março de 2003, Hardaway assinou um contrato com o Indiana Pacers, e em seu primeiro jogo registrou 14 pontos e sete assistências contra o Chicago Bulls.

## Carreira como treinador
Em 7 de agosto de 2014, foi anunciado que Hardaway foi contratado como assistente técnico do Detroit Pistons.

## Conquistas
Ele registrou 5.000 pontos e 2.500 assistências, o segundo mais rápido da história da NBA depois de Oscar Robertson. Hardaway conseguiu em 262 jogos; Robertson levou apenas 247. Ele detinha o recorde de maior número de assistências na história do Miami Heat com 1.947, até que foi superado por Dwyane Wade em 16 de janeiro de 2010.
Hardaway compartilha o recorde de mais roubos de bola em um jogo dos playoffs com 8 no Jogo 2 das Semifinais da Conferência Oeste de 1991 contra o Los Angeles Lakers e no Jogo 4 da Primeira Rodada de 1992 contra o Seattle SuperSonics. Na temporada de 1991-92, Hardaway tornou-se o 7º jogador na história da NBA a ter médias de 20 pontos (23,4) e 10 assistências (10,0) em uma temporada, um feito que ele realizou novamente na temporada de 1992-93 (21,5 pontos e 10,6 assistências).
Hardaway detém o recorde da NBA de pior desempenho em um único jogo na história da NBA tendo feito 0-17 em uma vitória de 106-102 contra o Minnesota Timberwolves em 27 de dezembro de 1991.
Seu número 10 foi aposentado pelo Miami Heat em 28 de outubro de 2009.

## Carreira na seleção
Hardaway foi originalmente selecionado para jogar pelo "Dream Team II" no Campeonato Mundial de 1994, mas foi substituído após sofrer um rompimento no ligamento do joelho.
Ele também foi selecionado (como um dos dois últimos jogadores selecionados) para a equipe do Campeonato Mundial de 1998. A equipe foi mais tarde substituída devido a greve da NBA.
Em 2000, ele jogou nos Jogos Olímpicos de Sydney, tendo média de 5,5 pontos.
Em setembro de 2009, ele jogou pela equipe da NBA Generations no NBA Asia Challenge de 2009, uma série de exibições contra jogadores da Liga Coreana de Basquete e da Philippine Basketball Association.

## Vida pessoal
Hardaway e sua esposa Yolanda residem em Michigan. Eles têm um filho, Tim Hardaway Jr., e uma filha, Nina. Tim Jr. foi selecionado pelo New York Knicks no Draft da NBA de 2013 e atualmente joga pelo Dallas Mavericks.

### Homofobia
Durante uma entrevista no The Dan Le Batard Show, em Miami, em resposta ao ex-jogador da NBA, John Amaechi, que havia se assumido homossexual, Hardaway comentou que tentaria se distanciar de um jogador que ele sabia ser homossexual. Quando perguntado pelo apresentador do programa se ele percebeu que suas observações eram homofóbicas, Hardaway respondeu dizendo: "Bem, você sabe que eu odeio gays. Não gosto de gays e não gosto de estar perto de gays. Eu sou homofóbico. Eu não gosto disso. Não deveria ser no mundo ou nos Estados Unidos." Ele também disse que se descobrisse que tinha um ou mais colegas gays, tentaria demiti-los.
Mais tarde, Hardaway se desculpou pelas observações durante uma entrevista por telefone com a afiliada da Fox WSVN em Miami. "Eu sinto muito. Eu não deveria ter dito que odeio gays ou algo assim." Ele ainda se desculpou em 15 de fevereiro em uma declaração divulgada por seu agente.
No mesmo dia, a NBA respondeu aos comentários de Hardaway, removendo-o de suas atividades no All-Star Weekend no final daquela semana. Seu empregador, Trinity Sports, dono do Indiana Alley Cats da CBA, o demitiu de seu cargo de Conselheiro Chefe de Operações de Basquete.
Em uma entrevista em setembro de 2007, Hardaway falou sobre seus comentários, dizendo que "não tinha ideia do quanto eu machuquei as pessoas." Ele descreveu a controvérsia como "o maior erro da minha vida", e acrescentou: "Vou fazer o que puder para corrigi-la. Isso é tudo que eu posso fazer."
Em uma entrevista em 11 de fevereiro de 2010, na Hardcore Sports Radio on Sirius, Hardaway falou sobre seu recente trabalho com o The Trevor Project e o The YES Institute, que ele fez para se educar sobre questões LGBT.
Em abril de 2013, quando Jason Collins se tornou o primeiro jogador masculino abertamente gay em uma grande liga profissional americana, Collins disse que Hardaway o apoiou. Em julho de 2013, Hardaway foi o primeiro signatário simbólico de uma petição para colocar uma proposta de emenda à Constituição Estadual da Flórida permitindo o casamento entre pessoas do mesmo sexo.

## Estatísticas na NBA

### Temporada regular
| Ano      | Equipe       | PJ  | PT  | MPJ  | AP   | 3P   | LL   | RT  | AS   | BR  | TO | PPJ  |
| -------- | ------------ | --- | --- | ---- | ---- | ---- | ---- | --- | ---- | --- | -- | ---- |
| 1989–90  | Golden State | 79  | 78  | 33.7 | .471 | .274 | .764 | 3.9 | 8.7  | 2.1 | .2 | 14.7 |
| 1990–91  | Golden State | 82  | 82  | 39.2 | .476 | .385 | .803 | 4.0 | 9.7  | 2.6 | .1 | 22.9 |
| 1991–92  | Golden State | 81  | 81  | 41.1 | .461 | .338 | .766 | 3.8 | 10.0 | 2.0 | .2 | 23.4 |
| 1992–93  | Golden State | 66  | 66  | 39.5 | .447 | .330 | .744 | 4.0 | 10.6 | 1.8 | .2 | 21.5 |
| 1994–95  | Golden State | 62  | 62  | 37.4 | .427 | .378 | .760 | 3.1 | 9.3  | 1.4 | .2 | 20.1 |
| 1995–96  | Golden State | 52  | 18  | 28.6 | .421 | .366 | .769 | 2.5 | 6.9  | 1.4 | .2 | 14.1 |
| 1995–96  | Miami        | 28  | 28  | 37.4 | .425 | .361 | .821 | 3.5 | 10.0 | 1.0 | .2 | 17.2 |
| 1996–97  | Miami        | 81  | 81  | 38.7 | .415 | .344 | .799 | 3.4 | 8.6  | 1.9 | .1 | 20.3 |
| 1997–98  | Miami        | 81  | 81  | 37.4 | .431 | .351 | .781 | 3.7 | 8.3  | 1.7 | .2 | 18.9 |
| 1998–99  | Miami        | 48  | 48  | 36.9 | .400 | .360 | .812 | 3.2 | 7.3  | 1.2 | .1 | 17.4 |
| 1999–00  | Miami        | 52  | 52  | 32.2 | .386 | .367 | .827 | 2.9 | 7.4  | .9  | .1 | 13.4 |
| 2000–01  | Miami        | 77  | 77  | 33.9 | .392 | .366 | .801 | 2.6 | 6.3  | 1.2 | .1 | 14.9 |
| 2001–02  | Dallas       | 54  | 2   | 23.6 | .362 | .341 | .833 | 1.8 | 3.7  | .4  | .1 | 9.6  |
| 2001–02  | Denver       | 14  | 14  | 23.2 | .373 | .373 | .632 | 1.9 | 5.5  | 1.2 | .1 | 9.6  |
| 2002–03  | Indiana      | 10  | 0   | 12.7 | .367 | .355 | .500 | 1.5 | 2.4  | .9  | .0 | 4.9  |
| Carreira | Carreira     | 867 | 529 | 33.0 | .416 | .352 | .760 | 3.0 | 7.6  | 1.4 | .1 | 16.1 |
| All-Star | All-Star     | 5   | 0   | 16.8 | .386 | .381 | .786 | 2.6 | 4.6  | 1.0 | .0 | 10.6 |

### Playoffs
| Ano      | Equipe       | PJ | PT | MPJ   | AP   | 3P   | LL   | RT  | AS   | BR   | TO | PPJ  |
| -------- | ------------ | -- | -- | ----- | ---- | ---- | ---- | --- | ---- | ---- | -- | ---- |
| 1991     | Golden State | 9  | 9  | 44.0  | .486 | .354 | .789 | 3.7 | 11.2 | 3.1* | .8 | 25.2 |
| 1992     | Golden State | 4  | 4  | 44.0  | .400 | .345 | .649 | 3.8 | 7.3  | 3.3  | .0 | 24.5 |
| 1996     | Miami        | 3  | 3  | 36.7  | .465 | .364 | .714 | 1.7 | 5.7  | 1.0  | .0 | 17.7 |
| 1997     | Miami        | 17 | 17 | 41.2  | .359 | .313 | .795 | 4.1 | 7.0  | 1.6  | .1 | 18.7 |
| 1998     | Miami        | 5  | 5  | 44.4* | .447 | .436 | .784 | 3.4 | 6.6  | 1.2  | .0 | 26.0 |
| 1999     | Miami        | 5  | 5  | 36.4  | .268 | .200 | .625 | 2.8 | 6.4  | 1.0  | .2 | 9.0  |
| 2000     | Miami        | 7  | 7  | 26.0  | .294 | .206 | .700 | 2.1 | 4.7  | .7   | .0 | 7.7  |
| 2001     | Miami        | 2  | 2  | 18.0  | .222 | .333 | .000 | 1.0 | 4.5  | .0   | .0 | 2.5  |
| 2003     | Indiana      | 4  | 0  | 11.8  | .333 | .300 | .000 | .5  | 2.3  | .3   | .0 | 3.3  |
| Carreira | Carreira     | 56 | 52 | 33.6  | .363 | .316 | .561 | 2.5 | 6.1  | 1.3  | .1 | 14.9 |